# Lophoceros pallidirostris
Lophoceros pallidirostris (също Tockus pallidirostris) е вид птица от семейство Носорогови птици (Bucerotidae). Видът е незастрашен от изчезване.

## Разпространение
Разпространен е в Ангола, Демократична република Конго, Малави, Мозамбик, Танзания и Замбия.